# 대한민국 형사소송법 제45조
대한민국 형사소송법 제45조는 재판서의 등본, 초본의 청구에 대한 형사소송법의 조문이다.

## 조문
제45조(재판서의 등본, 초본의 청구) 피고인 기타의 소송관계인은 비용을 납입하고 재판서 또는 재판을 기재한 조서의 등본 또는 초본의 교부를 청구할 수 있다.

第45條(裁判書의 謄本, 抄本의 請求)被告人 其他의 訴訟關係人은 費用을 納入하고 裁判書 또는 裁判을 記載한 調書의 謄本 또는 抄本의 交付를 請求할 수 있다.

## 참고 문헌
- 손동권 신이철, 새로운 형사소송법(초판, 2013), 세창, 2013. ISBN 9788984114081
- 신이철, 신형사소송법의 쟁점(2011)(개정판 7판), 유스티니아누스, 2010. ISBN 9788959460205